# Achurum carinatum
Achurum carinatum är en insektsart som först beskrevs av Walker, F. 1870.  Achurum carinatum ingår i släktet Achurum och familjen gräshoppor. Inga underarter finns listade i Catalogue of Life.